# Fünfkampf-Weltmeisterschaft 1975

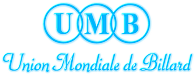
Logo UMB (ausrichtender Verband)

Veranstaltungsort: Gent

Die Fünfkampf-Weltmeisterschaft 1975, auch Pentathlon-Weltmeisterschaft genannt, war das zwölfte Turnier in dieser Disziplin des Karambolagebillards und fand vom 11. bis zum 19. April 1975 in Gent statt. Es war die vierte Fünfkampf-Weltmeisterschaft in Belgien und die zweite in Gent.

## Geschichte
Aufgrund der hervorragend ausgerichteten Weltmeisterschaft 1972 wurde dieses Turnier nach drei Jahren wieder an Gent vergeben. Wieder gab es, wie schon 1972, einen belgischen Doppelsieg der besten Allrounder der Welt. Raymond Ceulemans schaffte wie erwartet mit überragenden Leistungen das Triple und wurde nach 1972 und 1974 zum dritten Mal in Folge Weltmeister. Es wurden auch wieder neue Rekorde aufgestellt. Der zweitplatzierte Ludo Dielis verbesserte den Einband-Weltrekord im besten Einzeldurchschnitt (BED) von 28,57 auf 33,33. Mit mehreren deutschen Rekorden wurde der Berliner Dieter Müller hervorragender Dritter.

## Modus
Gespielt wurde das ganze Turnier im Round Robin Modus.
1. PP = Partiepunkte
2. MP = Matchpunkte
3. VGD = Verhältnismäßiger Generaldurchschnitt
4. BVED = Bester Einzel Verhältnismäßiger Durchschnitt

Ab 1965 wurde zur Berechnung des VGD die 'Portugiesische Tabelle' angewendet. Hierbei werden die verschiedenen Disziplinen nach einer Formel berechnet. Es wurde die überarbeitete portugiesische Tabelle von 1972 angewendet. Die Welt-Meisterschaften im Fünfkampf ab 1965 waren auch unter dem Namen 'Neo Pentathlon' bekannt. In Gent wurden auch prolongierte Serien gewertet.
Freie Partie: Distanz 500 Punkte
Cadre 47/2: Distanz 400 Punkte
Einband: Distanz 200 Punkte
Cadre 71/2: Distanz 300 Punkte
Dreiband: Distanz 60 Punkte
Der Fünfkampf wurde auch in dieser Spielfolge gespielt. Jedes Match wurde über zwei Tage gespielt.
In der Endtabelle wurden die erzielten Partiepunkte vor den Matchpunkten und dem VGD gewertet.

## Abschlusstabelle
| Legende | Legende                                       |
| --- | --------------------------------------------- |
| Abk. | Bedeutung                                     |
| Pkt. | erzielte Punkte                               |
| Aufn. | benötigte Aufnahmen                           |
| ED | Einzeldurchschnitt                            |
| GD | Generaldurchschnitt                           |
| VGD | Verhältnismässiger Generaldurchschnitt        |
| BMD | Bester Mannschaftsdurchschnitt                |
| BED | Bester Einzeldurchschnitt                     |
| BSD | Bester Satzdurchschnitt                       |
| BEVD | Bester Einzel Verhältnismässiger Durchschnitt |
| HS | Höchstserie                                   |
| MP | Match Points                                  |
| PP | Partie Punkte                                 |
| G-U-V | Gewonnen-Unentschieden-Verloren               |
| SV | Satzverhältnis                                |
| WRP | Weltranglistenpunkte                          |
| | 1. Platz (Gold)                               |
| | 2. Platz (Silber)                             |
| | 3. Platz (Bronze)                             |
| | Bester GD des Turniers/Runde                  |
| | Bester VGD des Turniers/Runde                 |
| | Bester ED des Turniers/Runde                  |
| | Bester BVGD des Turniers/Runde                |
| | Beste HS des Turniers/Runde                   |
| (Evtl. finden nicht alle Begriffe Anwendung oder einige sind nicht aufgeführt. Diese können in der Liste der Karambolage-Begriffe nachgesehen werden.) |                                               |

| Endklassement               | Endklassement     | Endklassement | Endklassement | Endklassement | Endklassement | Endklassement | Endklassement | Endklassement | Endklassement |
| Platz                       | Name              | PP            | MP            | VGD           | BVED          |               |               |               |               |
| --------------------------- | ----------------- | ------------- | ------------- | ------------- | ------------- | ------------- | ------------- | ------------- | ------------- |
| 1                           | Raymond Ceulemans | 46:14         | 12:0          | 358,94        | 578,56        |               |               |               |               |
| 2                           | Ludo Dielis       | 44:16         | 10:2          | 297,02        | 747,47        |               |               |               |               |
| 3                           | Dieter Müller     | 29:31         | 6:6           | 170,19        | 315,31        |               |               |               |               |
| 4                           | Roland Dufetelle  | 28:32         | 6:6           | 123,43        | 162,36        |               |               |               |               |
| 5                           | Osvaldo Berardi   | 22:38         | 4:8           | 152,44        | 282,87        |               |               |               |               |
| 6                           | Nobuaki Kobayashi | 22:38         | 3:9           | 117,60        | 279,06        |               |               |               |               |
| 7                           | Franz Stenzel     | 19:41         | 1:11          | 105,05        | 158,08        |               |               |               |               |
| Turnierdurchschnitt: 147,93 |                   |               |               |               |               |               |               |               |               |

## Disziplintabellen
| Platz                       | Name              | MP   | Pkte. | Aufn. | GD     | BED    | HS   | VGD    |
| --------------------------- | ----------------- | ---- | ----- | ----- | ------ | ------ | ---- | ------ |
| 1                           | Ludo Dielis       | 10:2 | 2745  | 8     | 343,12 | 500,00 | 1504 | 343,12 |
| 2                           | Franz Stenzel     | 9:3  | 2500  | 12    | 208,33 | 500,00 | 1109 | 208,33 |
| 3                           | Dieter Müller     | 8:4  | 2174  | 15    | 144,93 | 500,00 | 506  | 144,93 |
| 4                           | Raymond Ceulemans | 7:5  | 2258  | 13    | 173,69 | 500,00 | 1070 | 173,69 |
| 5                           | Osvaldo Berardi   | 6:6  | 2008  | 10    | 200,80 | 500,00 | 1073 | 200,80 |
| 6                           | Roland Dufetelle  | 2:10 | 1521  | 12    | 126,75 | 250,00 | 376  | 126,75 |
| 7                           | Nobuaki Kobayashi | 0:12 | 808   | 10    | 80,80  | –      | 480  | 80,80  |
| Turnierdurchschnitt: 175,17 |                   |      |       |       |        |        |      |        |

| Platz                      | Name              | MP   | Pkte. | Aufn. | GD     | BED    | HS  | VGD    |
| -------------------------- | ----------------- | ---- | ----- | ----- | ------ | ------ | --- | ------ |
| 1                          | Raymond Ceulemans | 9:3  | 2005  | 13    | 154,23 | 400,00 | 400 | 487,43 |
| 2                          | Dieter Müller     | 9:3  | 2274  | 20    | 113,70 | 200,00 | 358 | 332,80 |
| 3                          | Ludo Dielis       | 9:3  | 2123  | 23    | 92,30  | 200,00 | 368 | 247,20 |
| 4                          | Osvaldo Berardi   | 5:7  | 1463  | 13    | 112,53 | 200,00 | 393 | 328,12 |
| 5                          | Roland Dufetelle  | 5:7  | 1671  | 24    | 69,62  | 100,00 | 300 | 162,06 |
| 6                          | Franz Stenzel     | 3:9  | 1155  | 26    | 44,42  | 80,00  | 334 | 88,55  |
| 7                          | Nobuaki Kobayashi | 2:10 | 1379  | 33    | 41,78  | 133,33 | 369 | 81,95  |
| Turnierdurchschnitt: 79,40 |                   |      |       |       |        |        |     |        |

| Platz                     | Name              | MP   | Pkte. | Aufn. | GD    | BED   | HS  | VGD    |
| ------------------------- | ----------------- | ---- | ----- | ----- | ----- | ----- | --- | ------ |
| 1                         | Raymond Ceulemans | 12:0 | 1200  | 80    | 15,00 | 28,57 | 120 | 483,33 |
| 2                         | Ludo Dielis       | 10:2 | 1128  | 72    | 15,66 | 33,33 | 141 | 527,33 |
| 3                         | Nobuaki Kobayashi | 7:5  | 1021  | 123   | 8,30  | 10,00 | 49  | 146,00 |
| 4                         | Roland Dufetelle  | 6:6  | 917   | 121   | 7,57  | 10,52 | 92  | 122,00 |
| 5                         | Dieter Müller     | 4:8  | 760   | 103   | 7,37  | 14,28 | 59  | 117,11 |
| 6                         | Osvaldo Berardi   | 2:10 | 688   | 150   | 4,58  | 4,25  | 45  | 57,81  |
| 7                         | Franz Stenzel     | 1:11 | 774   | 153   | 5,05  | 7,40  | 37  | 67,00  |
| Turnierdurchschnitt: 8,08 |                   |      |       |       |       |       |     |        |

| Platz                      | Name              | MP   | Pkte. | Aufn. | GD    | BED    | HS  | VGD    |
| -------------------------- | ----------------- | ---- | ----- | ----- | ----- | ------ | --- | ------ |
| 1                          | Ludo Dielis       | 10:2 | 1763  | 27    | 65,29 | 100,00 | 215 | 271,45 |
| 2                          | Raymond Ceulemans | 8:4  | 1571  | 24    | 65,45 | 100,00 | 262 | 272,25 |
| 3                          | Dieter Müller     | 6:6  | 1639  | 30    | 54,63 | 100,00 | 216 | 208,15 |
| 4                          | Osvaldo Berardi   | 6:6  | 1640  | 44    | 37,27 | 75,00  | 242 | 123,08 |
| 5                          | Roland Dufetelle  | 6:6  | 1242  | 41    | 30,29 | 50,00  | 185 | 95,16  |
| 6                          | Franz Stenzel     | 4:8  | 1673  | 44    | 38,02 | 60,00  | 195 | 126,08 |
| 7                          | Nobuaki Kobayashi | 2:10 | 1136  | 46    | 24,69 | 23,07  | 141 | 73,96  |
| Turnierdurchschnitt: 41,65 |                   |      |       |       |       |        |     |        |

| Platz                      | Name              | MP   | Pkte. | Aufn. | GD    | BED   | HS | VGD    |
| -------------------------- | ----------------- | ---- | ----- | ----- | ----- | ----- | -- | ------ |
| 1                          | Nobuaki Kobayashi | 11:1 | 360   | 293   | 1,228 | 1,538 | 11 | 205,33 |
| 2                          | Raymond Ceulemans | 10:2 | 355   | 264   | 1,344 | 1,714 | 10 | 378,00 |
| 3                          | Roland Dufetelle  | 9:3  | 353   | 335   | 1,053 | 1,304 | 9  | 111,20 |
| 4                          | Ludo Dielis       | 5:7  | 311   | 307   | 1,013 | 1,052 | 7  | 96,00  |
| 5                          | Osvaldo Berardi   | 3:9  | 256   | 302   | 0,847 | 1,052 | 6  | 52,40  |
| 6                          | Dieter Müller     | 2:10 | 307   | 373   | 0,823 | 1,000 | 12 | 48,00  |
| 7                          | Franz Stenzel     | 2:10 | 268   | 362   | 0,740 | 0,714 | 8  | 35,33  |
| Turnierdurchschnitt: 0,988 |                   |      |       |       |       |       |    |        |